# لئوپولد هولمانس
لئوپولد هولمانس (انگلیسی: Leopold Heuvelmans؛ زادهٔ ۲۴ مارس ۱۹۴۵) دوچرخه‌سوار اهل بلژیک است.